# Westerlund 1-243

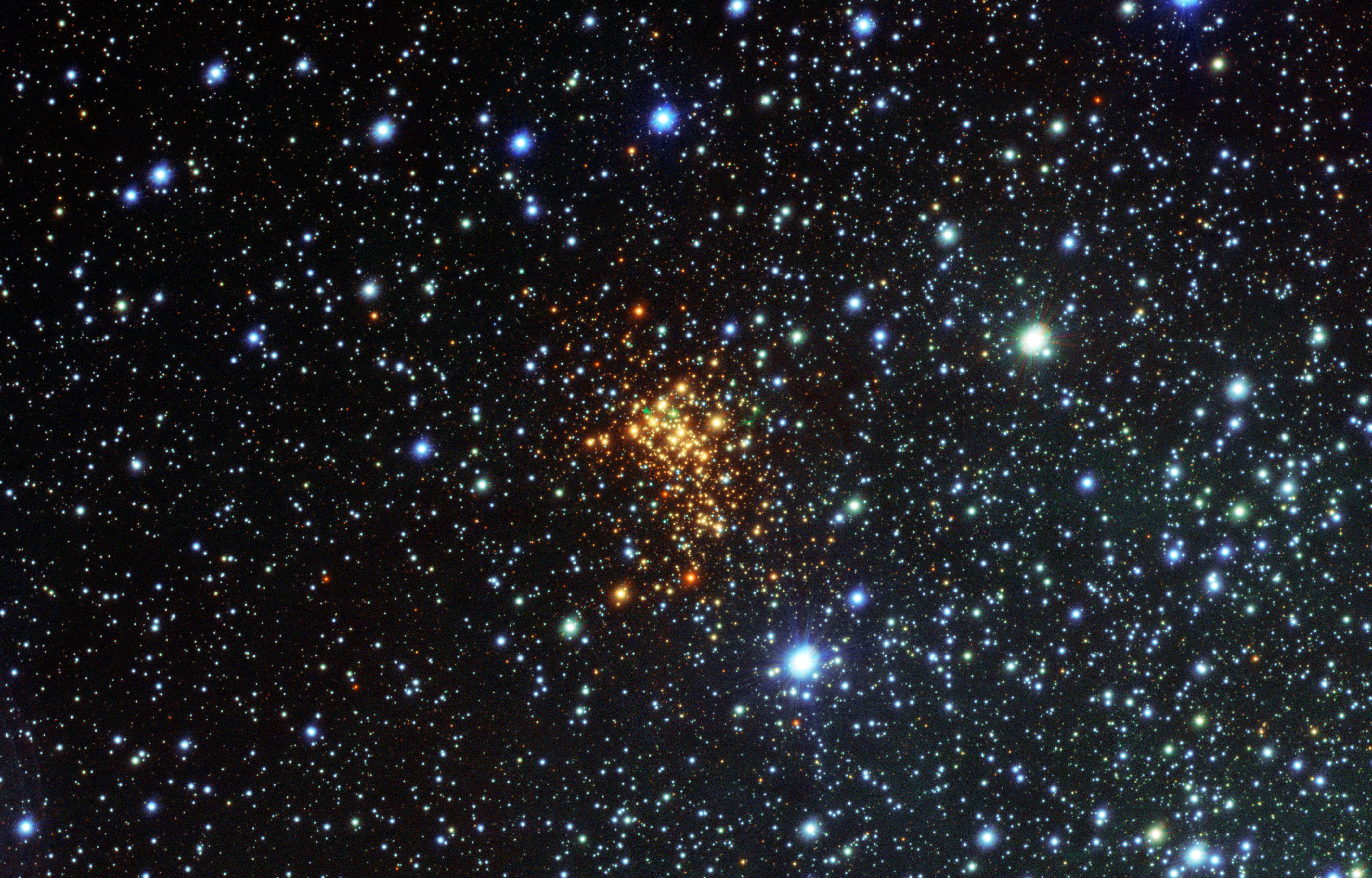
Westerlund 1 superstjärnhop.Platsen för Wd 1-243 är inringad. Foto: ESO.

Westerlund 1-243 eller Wd 1-243, är en lysande blå variabel (LBV) stjärna som genomgår en eruptiv fas och är belägen i utkanten av superstjärnhopen Westerlund 1. Den ligger cirka 13 400 ljusår (4 100 parsec) från jorden. Den har en luminositet på 0,73 miljoner gånger solens, vilket gör den till en av de ljusstarkaste stjärnorna som är kända.

## Observation
Westerlund 1-243 är den näst ljusaste stjärnan i Westerlund 1, efter endast Westerlund 1-4. Den är en av flera olika hyperjättar i Westerlund 1. Den kan också ha en följeslagare, möjligen en superjätte av spektraltyp O.

### Spektrum
Westerlund 1-243 uppvisar ett komplext, tidsvarierande spektrum med emissionslinjer för väte, helium och Lyman-α-pumpade metaller, förbjudna linjer för kväve och järn, och ett stort antal absorptionslinjer från neutrala och singeljoniserade metaller. Många linjer är komplexa emissions-/absorptionsblandningar, med betydande spektralutveckling som sker på tidsskalor på bara några dygn.

## Egenskaper
Westerlund 1-243 har en effektiv temperatur på ca 8 500 K, bestämd genom modellering av absorptionslinjespektrumet. Den har expanderat till en radie på 376,9 solradier och en Rosselandradie på 450 solradier. Den har en utstrålning av energi med en luminositet på 730 000 gånger solens och förlorar massa med en hastighet av 6,1×10-6 solmassa/år.

### Utveckling
Westerlund 1-243 tros antingen befinna sig i en avancerad LBV-fas före den röda superjätten, eller ha utvecklats genom RSG-fasen och återgått till den blå sidan av HR-diagrammet. I framtiden förväntas den utvecklas mot en WR-fas. K-bandsspektrumet antyder också en högre temperatur än den hos en typisk gul hyperjätte och antyder att Westerlund 1-243 kan vara på väg att utvecklas tillbaka mot ett varmare tillstånd.